# Serralada d'Amambai
La serralada d'Amambai és un massís o altiplà situat al nord-est de Paraguai i a l'oest del Brasil específicament en l'estat de Mato Grosso do Sul. Aquesta serralada serveix com a límit convencional de tots dos països. Sobre l'altiplà es troben les ciutats paraguaianes de Pedro Juan Caballero, Capità Bado, i Ype jhú; també les ciutats brasileres com Amambai, Ponta Porá, Coronel Sapucaia, i altres. Aquest planalto forma part del gran Altiplà Brasiler, i s'estén des del nord de l'estat de Mato Grosso del Sud fins a la convergència de les serralades de Caaguazú i Mbaracayú.

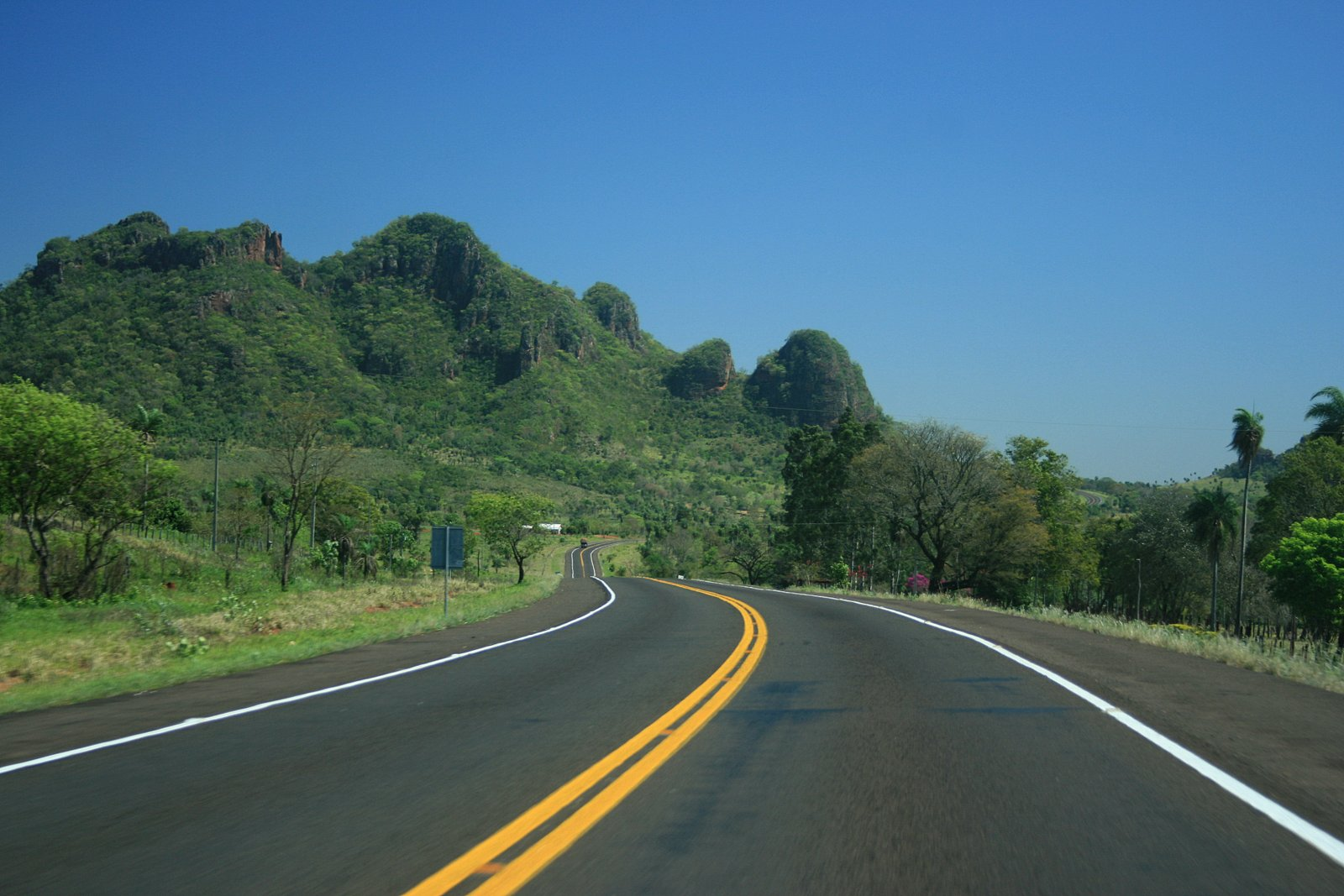
Tossals del massís d'Amambai des de la Ruta 5 en territori paraguaià.